# Binance Coin
Binance Coin або скорочено BNB — криптовалюта, випущена найбільшим сервісом обміну криптовалют «Binance». За ринковою капіталізацією 19 лютого 2021 року обійшла більшість криптовалют і стала третьою в світі після біткойна та ефіріума.
Binance Coin використовує консенсусний механізм Byzantine Fault Tolerance (BFT). Для захисту мережі від зламу цей механізм використовує валідаторів, що заробляють комісію, перевіряючи блоки.
Спочатку використовувалася тільки на біржі Binance для оплати комісії при торгівлі криптовалютами. Згодом нею почали торгувати на інших біржах і ціна її почала рости.